# 警備艦
警備艦（ロシア語: Сторожевые корабли, СКР）は、ソビエト連邦海軍/ロシア海軍の艦種の一つ。西側諸国の護衛駆逐艦ないしフリゲートに相当するものである。

## 概要
警備艦は、商船隊や水陸両用戦部隊の護衛、および沿岸域における局地防衛を任務として整備された。この任務のため、対水上火力・対潜火力・個艦防空火力を有するものとされる。
護衛任務においては、大型対潜艦や巡洋艦など、より大型の艦を補完して、機動部隊や護送船団の構成要素として行動する。一方、局地防衛任務においては、小型対潜艦や駆潜艇など、より小型の艦艇を統制する嚮導艦として行動する。

### 主な警備艦の艦級
- 29型警備艦
- コラ型フリゲート（42型警備艦）
- リガ型フリゲート（50型警備艦）
- カシン型駆逐艦(61型大型対潜艦、1966年までと1992年から警備艦）
- ペチャ型フリゲート（159型警備艦）
- ミルカ型フリゲート（35型警備艦）
- クリヴァク型フリゲート（1135型警備艦、1977年まで大型対潜艦）
- コニ型フリゲート（1159型警備艦）
- ネウストラシムイ級フリゲート（11540型警備艦）
- ゲパルト型フリゲート（11661型警備艦）
- グローム型フリゲート（12441型警備艦、建造中に練習艦に変更）
- ステレグシュチイ級フリゲート（20380型警備艦）